# Bkerke
Bkerke a. Bkirke (arab: بكركي ) – miejscowość w Libanie, w dystrykcie Kasarwan, w pobliżu Dżuniji, siedziba maronickiego patriarchy Antiochii.
Niegdyś tereny te należały do rodziny Khazenów.
W sąsiedztwie znajduje się również sanktuarium Matki Bożej Pani Libanu w Harissie oraz siedziba katolickiego patriarchy obrządku ormiańskiego w Bzommar.